# Opera buffa
Opera buffa (komische Oper, musikalische Komödie; auch scherzhafte Oper) ist die komische italienische Oper, im Gegensatz zur ernsten Opera seria. Sie besitzt zwei bis drei Akte und Rezitative zwischen den Musiknummern (im Unterschied zu den gesprochenen Zwischentexten der Opéra comique). Ihre Hauptfiguren sind keine Adligen, sondern Bauern, Diener oder Stadtbürger. Manche dieser Figuren sind der Commedia dell’arte entlehnt. Die Opera buffa entstand im 18. Jahrhundert gleichzeitig in Neapel (Giovanni Battista Pergolesi) und Venedig (Baldassare Galuppi).

## Geschichte

### Frühzeit
Das Intermezzo, das der Opera buffa nahesteht, diente als belustigende Einlage zwischen den Akten der ernsten Oper, die bei Hof aufgeführt wurde. Da es öfters Tendenzen gab, komische und ernste Handlungen zu vermischen, bemühten sich Librettisten wie Apostolo Zeno und Pietro Metastasio um eine klare Trennung zwischen Tragödie und Komödie. Die von der ernsten Oper getrennte selbstständige Opera buffa wurde bis zum späteren 18. Jahrhundert als Unterhaltung für den Dritten Stand betrachtet, wurde von den Adligen also gering geschätzt (siehe Ständeklausel).
Das Teatro dei Fiorentini war das erste öffentliche Theater, in dem die neapolitanische Opera buffa aufgeführt wurde. Als sehr frühes Beispiel der komischen Oper in Neapel kann La Cilla (Uraufführung 1706) von dem Anwalt Michelangelo Faggioli, der das Werk dem Justizminister von Neapel gewidmet hatte, gesehen werden. Von dieser Oper ist nur das Libretto erhalten. Eine Besonderheit war, dass sie in einem Stadtdistrikt von Neapel spielte und im lokalen Dialekt aufgeführt wurde.
Alltägliche, realistische Handlungen waren ein wichtiges Merkmal der Opera buffa. Von Neapel aus verbreitete sie sich bis nach Rom, das in den 1730er Jahren ebenfalls zum Zentrum dieser Opernform wurde. Das Genre wurde jedoch insgesamt als zweitrangig betrachtet. Mit größerer Energie widmeten sich die Librettisten und Komponisten der Opera seria.

### Wirkung außerhalb Italiens
Versteht man Opera buffa als Oberbegriff für die italienische komische Oper, so kann man auch Pergolesis La serva padrona (1733) zu den frühen Erfolgen dieser Gattung rechnen. Dieses Stück wurde typisch für die Opera buffa, weil es in Paris den Buffonistenstreit auslöste. Paris war dabei, zum europäischen Opernzentrum zu werden und sich gegen die italienischen Städte mit ihren älteren Traditionen zu behaupten. Deshalb waren Rivalitäten zwischen italienischen und französischen Operntruppen ein Politikum. Hinzu kamen die politischen Veränderungen vor der Französischen Revolution, die zur Aufwertung der populären Theaterformen führten, was die italienische Opera buffa und die französische Opéra comique betraf.
1752 löste eine italienische Operntruppe in Paris einen Streit zwischen den „Buffonisten“ und den Verfechtern der ernsten Tragédie lyrique aus. Solche Streitigkeiten gab es seit Jahrzehnten, aber nun wurde die „niedere“ italienische Gattung gegen die „hohe“ französische Gattung ausgespielt (statt etwa die Tragédie lyrique mit der gleichrangigen Opera seria oder die Opéra comique mit der Opera buffa zu vergleichen). So wurde dem nationalen Gegensatz ein gesellschaftlicher Gegensatz überlagert. Die Opera buffa „aus der Gosse“ erschien etwa Jean-Jacques Rousseau wertvoller als die Tragédie lyrique der Hocharistokratie, was zu wütenden Reaktionen führte.
Die deutschsprachigen Opern waren bis dahin nur Übersetzungen oder Nachahmungen dieser Formen. Wien war für die Entwicklung der Gattung ein Nebenschauplatz. Auch die späteren Musikkomödien Wolfgang Amadeus Mozarts, Così fan tutte (1790) und Le nozze di Figaro (1786), blieben für die Entwicklung der Opera buffa bedeutungslos, wurden aber für eine „bürgerliche Oper“ in den Stadttheatern des 19. Jahrhunderts wegweisend. Mozart schuf mit Le nozze di Figaro eine Gattungssynthese, indem er Merkmale der Opera seria auf die Opera buffa übertrug.

### Weiterentwicklung seit 1800
Die Verbindung von Komödie und Tragödie war in den Jahren um die Französische Revolution nicht mehr Zeichen der Nachlässigkeit, sondern ein politisch-ästhetisches Programm. Unter französischem Einfluss entwickelte sich Ende des 18. Jahrhunderts aus der Opera buffa der Typus der Opera semiseria, der vor allem auch von Antonio Salieris Opern La Grotta di Trofonio, Axur, re d’Ormus oder La finta Scema geprägt wurde.  Das Dramma giocoso als eine Mischung aus ernsten und heiteren Elementen zu definieren, ist ein weit verbreiteter Irrtum, der durch den Sprachgebrauch des 18. Jahrhunderts nicht gestützt wird. Auch Mozarts Don Giovanni (1787) wurde zunächst als Opera buffa angesehen und erst im Laufe des 19. Jahrhunderts anders gedeutet. Die gesellschaftliche Abgrenzung und die Emanzipationsbestrebungen der Komödie waren bedeutender als der Unterschied zwischen ernst und heiter. Der verschmitzte Gauner Don Juan ist als Adliger auf der Seite der Mächtigen, was den Konventionen der Komödie widersprach und aus diesem Grund provozieren und interessieren konnte. Mozart lieferte damals nur einen Beitrag zur Don-Giovanni-Mode in der Opera buffa im Jahrzehnt vor der Revolution.
Gioachino Rossini erneuerte die Opera buffa und schuf Werke, die noch heute im Repertoire sind, wie Il barbiere di Siviglia (1816) und La Cenerentola (1817). Im frühen 19. Jahrhundert, der Epoche der Romantik, nahm die Bedeutung der Opera buffa schnell ab. Sie hatte ihre gesellschaftskritische Sprengkraft verloren und Rossini schien ihre Komik und Dramatik zu einem unübertrefflichen Höhepunkt geführt zu haben.
Ein romantisches Werk, das zu dieser Opernform zählt, ist Gaetano Donizettis L’elisir d’amore (1832). Begehrlichkeit und Reichtum werden hier nicht mehr als Vanitas-Attribute lächerlich gemacht, sondern als bürgerliche Liebe und Wohlstand gefeiert. Giuseppe Verdi schrieb noch eine einzige Opera buffa (Un giorno di regno, 1840), die nicht mehr im Milieu der einfachen Leute spielt.
Manche Merkmale der Opera buffa sind in die Operette eingeflossen: Jacques Offenbach bezeichnete einige seiner Stücke als französisch Opéra bouffon oder Opérette bouffe. Heitere italienische Opern gibt es auch später noch, wie Verdis Falstaff (1893), Giacomo Puccinis Gianni Schicchi (1918) und Nino Rotas Il cappello di paglia di Firenze (1955). Sie verzichten jedoch meist auf das Secco-Rezitativ.

## Charakteristik
Die Opera buffa ist gekennzeichnet durch volkstümliche oder komische Themen, den Rückgriff auf die Stegreifkomödie der Renaissance (Commedia dell’arte), die im 18. Jahrhundert eine Belebung durch Carlo Gozzi erfuhr, sowie das gelegentliche Parodieren der Opera seria. In der Zeit verstärkter Gesellschaftskritik wurde Lorenzo da Ponte berühmt. Typisch ist die Rivalität zweier Gesellschaftsschichten, wobei die untere Schicht schließlich über die obere triumphiert. Dabei sollen karikiert dargestellte Schwächen wie Habsucht, Gier, Begehrlichkeit und Stolz eine moralische Botschaft vermitteln. Der Sieg der Gaunerei über gesellschaftliche Privilegien sollte jedoch die Sympathie des Publikums erringen.
Musikalische Merkmale des Buffostils sind das Secco-Rezitativ, das Parlando und das Wiederholen kurzer Melodiephrasen sowie die Bildung längerer Ensembles mit überraschenden Kontrasten am Schluss. Als Darsteller gab und gibt es spezialisierte Buffo-Sänger. Neben dem sprachnahen Gesang des Secco-Rezitativs spielte die liedhafte Melodik eine große Rolle. Sie grenzt sich gegen den in der barocken Oper vorherrschenden Belcanto mit seinen Koloraturen ab. Motivimitationen im Orchester, Lautmalereien sowie eine federnde Rhythmik, die das gravitätische Fortschreiten des barocken Generalbasses ersetzte, inspirierten musikalische Neuerungen in der zweiten Hälfte des 18. Jahrhunderts. Neu war auch, dass die Musik die Aktionen der Darsteller unterstützte. Nicht nur in den Finali am Schluss der Akte, sondern auch in Arien und Ensembles vollzieht sich oft eine Handlung, wodurch die barocke Da-capo-Arie verdrängt wurde.

## Weitere Komponisten
- Baldassare Galuppi
- Ferdinando Bertoni
- Niccolò Piccinni
- Pasquale Anfossi
- Pietro Alessandro Guglielmi
- Giovanni Paisiello
- Domenico Cimarosa – u. a. Il matrimonio segreto (dt. Die heimliche Ehe), 1792
- Antonio Salieri – u. a. La locandiera (1773) und La scuola de’ gelosi (1778)
- Ferdinando Paër
- Vicente Martín y Soler